# 鼻頭
鼻頭，是新北市瑞芳區的一個地名，位於該區東北端。相較於今日行政區，其範圍大致與鼻頭里相近。

## 歷史
台灣清治末期，鼻頭地區為一街庄，稱為「鼻頭庄」，隸屬於基隆堡。該庄北邊及東邊臨海，南與撈洞庄為鄰，西邊為草山庄。
1901年（日治明治三十四年）11月，該庄隸屬於基隆廳，編入第三區。1905年（明治三十八年）7月，第三區改名「瑞芳區」。1920年（大正九年），該庄改制為「鼻頭」大字，隸屬於臺北州基隆郡瑞芳街。
戰後瑞芳街改制為瑞芳鎮，隸屬於臺北縣，大字亦改制為里。2010年12月，臺北縣升格為新北市，瑞芳鎮改制為瑞芳區。

## 交通
省道台2線即北部濱海公路，大致經過鼻頭地區西部及中部的北邊海岸地帶，再轉東南穿越鼻頭隧道離開本地區，利用該道路往西可至基隆、金山、石門、淡水等地，往南可至宜蘭縣的頭城、蘇澳等地。

## 學校
- 鼻頭國小